# Gajle
Gajle (deutsch Gayl) ist eine Kolonia in der polnischen Woiwodschaft Ermland-Masuren und gehört zur Stadt- und Landgemeinde Pieniężno (Mehlsack) im Powiat Braniewski (Kreis Braunsberg).

## Geographische Lage
Gajle liegt im Nordwesten der Woiwodschaft Ermland-Masuren, 15 Kilometer südöstlich der Kreisstadt Braniewo (Braunsberg).

## Geschichte
Der kleine vor 1785 Gail genannte Ort besteht in seinem Ursprung aus verstreuten großen und kleinen Höfen. Nach 1785 setzte sich die Namensschreibweise Gayl durch. Von 1874 bis 1945 war die Landgemeinde Gayl in den Amtsbezirk Tolksdorf im ostpreußischen Kreis Braunsberg, Regierungsbezirk Königsberg, eingegliedert.
174 Einwohner waren im Jahre 1910 in Gayl gemeldet. Ihre Zahl sank bis 1933 auf 161 und belief sich 1939 auf 164.
Im Jahre 1945 wurde das gesamte südliche Ostpreußen in Kriegsfolge an Polen überstellt. In diesem Zusammenhang erhielt Gayl die polnische Namensform „Gajle“ und ist heute eine Kolonia innerhalb der Gmina Pieniężno (Stadt- und Landgemeinde Mehlsack) im Powiat Braniewski (Kreis Braunsberg), von 1975 bis 1998 der Woiwodschaft Elbląg, seither der Woiwodschaft Ermland-Masuren zugehörig. Im Jahre 2021 zählte Gajle elf Einwohner.

## Religion
Gajle gehört heute wie Gayl vor 1945 zur römisch-katholischen Pfarrei Tolkowiec (Tolksdorf). Sie ist heute dem Dekanat Braniewo (Braunsberg) im Erzbistum Ermland zugeordnet.
Die evangelischen Einwohner Gayls waren bis 1945 in die Kirche Mehlsack in der Kirchenprovinz Ostpreußen der Kirche der Altpreußischen Union eingegliedert. Heute sind sie in die Diözese Masuren der Evangelisch-Augsburgischen Kirche in Polen eingepfarrt.

## Verkehr
Gajle liegt an einer Nebenstraße, die bei Białczyn (Lilienthal) von der Woiwodschaftsstraße 507 (hier auf der Trasse der einstigen deutschen Reichsstraße 142) abzweigt und nach Wysoka Braniewska (Hogendorf) führt. Wysoka Braniewska ist auch die nächste Bahnstation, die an der PKP-Bahnstrecke Olsztyn Gutkowo–Braniewo liegt.

## Persönlichkeit
- Alois Tresp (* 7. Oktober 1884 in Gayl), deutscher klassischer Philologe († 1973)